# Sen Takagi
Sen Takagi (japanisch 高木 践 Takagi Sen; * 14. März 2002 in Osaka, Präfektur Osaka) ist ein japanischer Fußballspieler.

## Karriere
Sen Takagi erlernte das Fußballspielen in der Schulmannschaft der Hannan University High School sowie in der Universitätsmannschaft der Hannan-Universität. Seinen ersten Vertrag unterschrieb er am 1. Februar 2024 bei Shimizu S-Pulse. Der Verein aus Shimizu spielte in der zweiten Liga, der J2 League. Sein Zweitligadebüt gab Sen Takagi am 26. Mai 2024 (17. Spieltag) im Heimspiel gegen Mito Hollyhock. Bei dem 2:1-Erfolg stand er in der Startelf und wurde in der 87. Minute gegen Yutaka Yoshida ausgewechselt. In seiner ersten Profisaison bestritt er 13 Zweitligaspiele. Am Ende der Saison feierte er die Meisterschaft und stieg in die erste Liga auf.

## Erfolge
Shimizu S-Pulse
- Japanischer Zweitligameister: 2024